# ایگور کشمن
ایگور کشمن (اوکراینی: Ігор Сергійович Кошман؛ زادهٔ ۷ مارس ۱۹۹۵) بازیکن فوتبال اهل اوکراین است.
از باشگاه‌هایی که در آن بازی کرده‌است می‌توان به باشگاه فوتبال تاوریا سیمفروپول، باشگاه فوتبال متالورگ دونتسک، و باشگاه فوتبال متالیست خارکوف اشاره کرد.